# Adolf Hyła

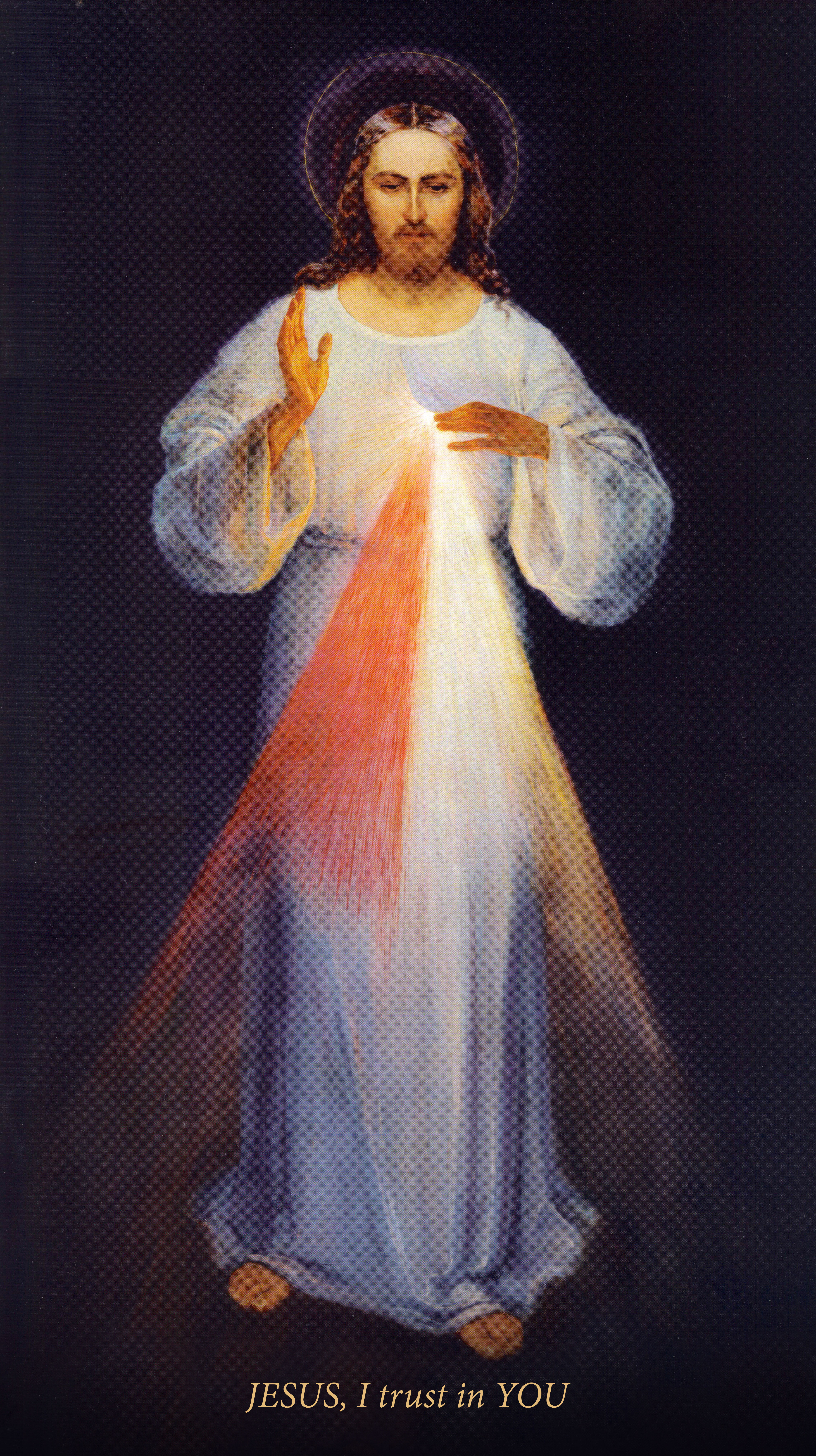
Divine Mercy (1934, Eugeniusz Kazimirowski)

Adolf Hyła (sinh ngày 2 tháng 5 năm 1897 - mất ngày 24 tháng 12 năm 1965)  là một họa sĩ và giáo viên nghệ thuật người Ba Lan. Ông là một trong những tác giả nổi tiếng vẽ các phiên bản bức tranh "Lòng Chúa Thương xót" ("Divine Mercy").

## Tiểu sử
Adolf Hyła sinh ra ở Bielsko-Biała. Anh trai ông, Antoni Hyła (1908–1975), là một nhà điêu khắc. Adolf Hyła đi học ở Kraków từ năm 1903 đến năm 1912, sau đó ông tốt nghiệp Trường Dòng Tên ở Chyrów vào năm 1917. Ông tiếp tục học vẽ với họa sĩ Jacek Malczewski.  Năm 1922, ông theo học ngành Lịch sử nghệ thuật và Triết học tại Đại học Jagiellonia. Ông đạt được hai chứng chỉ giảng dạy Mỹ thuật, lần đầu tiên tại Kraków vào năm 1930, và sau đó tại Viện Thủ công ở Warsaw vào năm 1936.
Ông trở thành giáo viên mỹ thuật tại một trường trung học ở Będzin, sau đó trong khoảng thời gian từ năm 1920 - 1948, ông dạy thủ công tại các trường trung học khác nhau ở Kraków. Ông dạy vẽ và thủ công tại Trường tư thục Mikołaj Kopernik vào năm 1934. Adolf Hyła mất ở Kraków.

## Sáng tác
Adolf Hyła đã vẽ bức tranh "Divine Mercy" cho Đền Lòng Chúa Thương Xót ở Kraków để bày tỏ lòng cảm tạ vì ông đã sống sót sau cuộc Chiến tranh thế giới thứ hai. Vào năm 1943, 5 năm sau ngày ra đi của nữ tu Faustina Kowalska (năm 1938), Adolf Hyła đã sáng tác bức tranh này theo sự chỉ đạo của linh mục Józef Andrasz. Bức tranh được lấy cảm hứng từ một tác phẩm khác năm 1934 của họa sĩ Eugeniusz Kazimirowski.
Ông cũng vẽ một số tranh chân dung và tranh phong cảnh.

### Bản quyền về bức ảnh Divine Mercy
Theo chỉ thị của Đức Tổng Giám mục Karol Wojtyla về việc phong chân phước cho Faustyna Kowalska, Adolf Hyła đã tặng bản quyền bức tranh của mình cho Dòng nữ tu của Kowalska, một tu viện Đức Mẹ Thương xót ở Kraków. Ông muốn dùng doanh thu từ việc bán bản sao chép bức tranh của mình để hỗ trợ quá trình phong chân phước cho Kowalska. Ông đã qua đời trước khi quá trình phong chân phước diễn ra.